# Museo di storia naturale

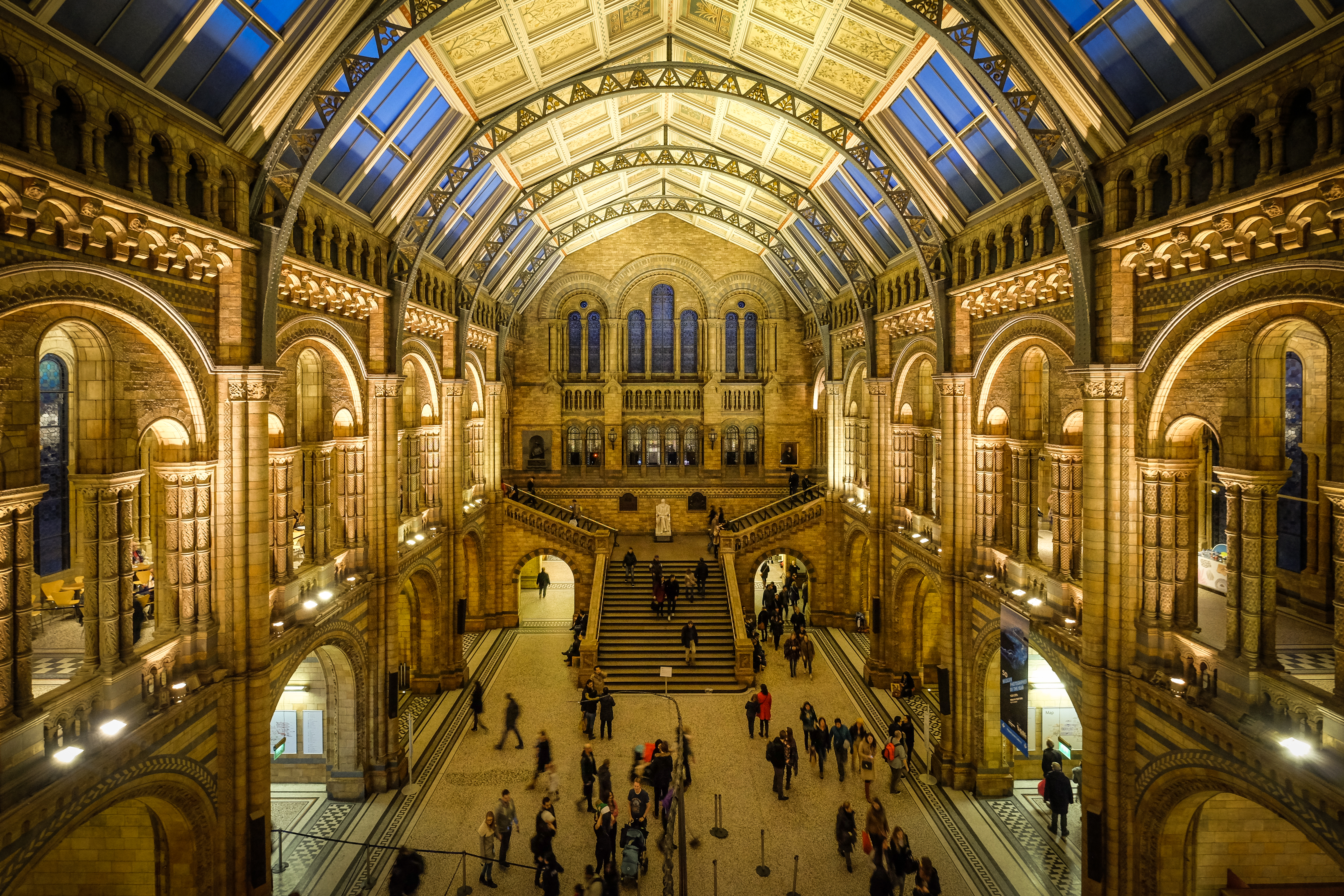
Interno del Museo di storia naturale di Londra

Un museo di storia naturale è un'istituzione museale e scientifica che conserva e studia testimonianze di storia naturale, disciplina dedicata alla Terra e alle forme di vita che vi abitano.
Questo genere di musei conserva collezioni scientifiche che hanno come scopo quello di migliorare la comprensione del mondo naturale.

## Storia
Il primo museo di storia naturale risulta essere quello fondato a Zurigo durante la metà del sedicesimo secolo da Conrad Gessner. Il primo museo di storia naturale inteso in senso moderno risulta essere quello di Parigi (l'odierno Museo nazionale di storia naturale di Francia), inaugurato nel 1635. Tuttavia, a differenza di ciò che accade oggi, tali istituzioni erano riservate a un pubblico ristretto in quanto erano collezioni private o appartenenti a società scientifiche. Il primo museo di storia naturale aperto al pubblico è invece l'Ashmolean Museum, risalente al 1683.
Prima del XVIII secolo, i musei di storia naturale erano edifici civili e universitari usati da specialisti per condurre ricerche e non per soddisfare la curiosità di persone all'infuori di tale settore. I reperti catalogati e archiviati venivano inseriti all'interno di questi spazi nei quali venivano offerte poche descrizioni o interpretazioni riservate ai visitatori. Gli organismi conservati erano in genere organizzati in base al loro sistemi tassonomico. I musei non pensavano alla possibilità di un pubblico diversificato, adottando invece il punto di vista di un esperto come standard.
La metà del XVIII secolo vide un crescente interesse per il mondo scientifico da parte della borghesia della classe media e laica, che aveva più tempo da dedicare ad attività ricreative, fisiche ed educative rispetto al passato. Nello stesso periodo si stavano diffondendo nel pubblico medio attività scientifiche di consumo come gli zoo. I musei di storia naturale divennero luoghi più aperti al pubblico e, proprio per tale ragione, cambiarono approccio verso il pubblico. Per facilitare la comprensione dei manufatti esposti, vennero assunti curatori.
Il primo Congresso Internazionale di Museografia ebbe luogo a Madrid nel 1934 e venne organizzato dalla Società delle Nazioni. Sempre a Madrid, dal 10 al 15 maggio 1992, si tenne il Primo Congresso Mondiale sulla Preservazione e Conservazione delle Collezioni di Storia Naturale.